# När ingen ser
När ingen ser (engelsk originaltitel: With no one as witness) är en kriminalroman från 2005 av Elizabeth George.
En ritualmördare tar livet av pojkar på löpande band och gör polisen brydd. Handlingen inbegriper pedofili, rasism och mysticism. Thomas Lynley och kollegan Barbara Havers försöker lösa gåtan.